# Обручева, Наталья Владимировна
Наталья Владимировна Обручева (4 января 1931, Москва — 12 апреля 2023, Москва) — учёный-физиолог растений, доктор биологических наук (1991), лауреат премии К. А. Тимирязева РАН (2001). Специалист в области изучения роста корней растений, физиологии семян и их прорастания.

## Биография
Родилась в Москве 4 января 1931 года в семье Владимира Владимировича Обручева, старшая внучка академика В. А. Обручева.
В 1948 году поступила на кафедру физиологии растений Биолого-почвенного факультета МГУ.
Начала заниматься физиологией растущих клеток корня в МГУ, несмотря на последствия Августовской сессии ВАСХНИЛ (1948) для физиологии растений.
С 1970 года работала в Институте физиологии растений РАН
В 1991 году защитила докторскую диссертацию по теме «Физиология начальных этапов прорастания семян двудольных растений».
Автор научных трудов по биологии и физиологии растений.
Член редколлегии журнала «Физиология растений» (Russian Journal of Plant Physiology), рецензент, переводчик и научный редактор.
Скончалась 12 апреля 2023 года в Москве, похоронена на Новодевичьем кладбище.

## Вклад в науку
Разработала новую концепцию прорастания семян растений с разделением её на этапы программирования.

Основным своим экспериментальным достижением Н. В. Обручева считала идентификацию «белка прорастания» — плазмалеммной АТФазы в клетках зародышей семян, роль которой заключается в переносе протонов из цитоплазмы в апопласт и подкисление содержимого межклетников, что приводит к активации ферментов, размягчающих гемицеллюлозы, и белков экспансинов, обеспечивающих скольжение гемицеллюлозных цепей относительно микрофибрилл целлюлозы. Тем самым достигается размягчение оболочек и их способность растягиваться — обязательное условие начала растяжения клеток, то есть прорастания. Активация фермента происходит в результате поступления воды при набухании, благодаря изменению его конформации..
Как старшая внучка академика В. А. Обручева, она внесла большой вклад в историю науки по сохранению памяти родственников учёных:
- Обручев, Владимир Афанасьевич
- Обручев, Владимир Владимирович
- Обручев, Сергей Владимирович
- Обручев, Дмитрий Владимирович.

## Семья
- Сын — Обручев, Владимир Аркадьевич[9] — редактор книжного издательства[10].

## Награды и премии
- 2001 — Премия имени К. А. Тимирязева, за монографию «Прорастание семян: начальная стадия».

## Членство в организациях
- 1988 — вице-президент Международного Общества по изучению корней растений.
- 1999 — академик РАЕН.
- Общество физиологов растений России.